# Max Schaffner
Friedrich Maximilian Schaffner (25. března 1830 Meisenheim – 17. června 1907 Merano) byl německý podnikatel působící a žijící především v Ústí nad Labem, jedna ze zásadních postav průmyslového rozvoje města. Roku 1859 se stal ředitelem zdejšího chemického závodu Spolku pro chemickou a hutní výrobu (Österreichischer Verein für chemische und metallurgische Production), který po desítky let řídil.

## Život

### Mládí
Narodil v Meisenheimu v Porýní-Falci na území pozdějšího Německa. Po absolvování střední školy vystudoval chemii na polytechnice v Karlsruhe a na Bergakademie v saském Freibergu. V roce 1854 začal pracovat pro hutní společnost v Moresnetu u Cách, poté se stal ředitelem důlní společnosti Sächs.-Thüringen se sídlem v Eisenachu.

### V Ústí nad Labem
Roku 1859 přijal místo "zvláštního ředitele" nově založeného Spolku pro chemickou a hutní výrobu v Ústí nad Labem v severních Čechách, který v západní části města budoval rozsáhlý chemický závod. Díky svým obchodním a chemicko-technologickým schopnostem se dalších letech vypracoval z člena představenstva na generálního ředitele a prezidenta celé společnosti. V roce 1862 bylo možné poprvé rozdělit dividendu ve výši 3 %, která byla do roku 1872 zvýšena na 24 %.
Zpočátku se v závodu tzv. Leblancovým procesem vyráběla pouze kyselina sírová a soda. V roce 1876 nechal Schaffner modernizovat výrobu sody zakoupením tavicích revolverových pecí a zdokonalením zpracování pyritu. V roce 1859 vyvinul ekonomicky významný a k životnímu prostředí šetrný způsob získávání síry ze sodových kalů (sulfid vápenatý plus oxid vápenatý), který byl do té doby odpadním produktem továrny. Vedl expanzi firmy v Ústí i mimo něj, např. koupí chemické továrny Jordan und Sons v Kralupech nad Vltavou, kde se ve velkém rovněž vyráběla kyselina sírová. Založil také továrnu na výrobu sody v Ebensee (Horní Rakousko), která pracovala podle tzv. Solvayova procesu vynalezeného v roce 1863.
Svou činností také zasáhl do podoby města. Mj. nechal postavit obytné domy a školky pro zaměstnance chemičky, inicioval také zřízení fondy důchodového, invalidního a zdravotního pojištění. Nedaleko ústeckého hlavního náměstí si v letech 1874 až 1876 pak nechal vystavět rozsáhlé neogotické reprezentativní rodinné sídlo, tzv. Schaffnerovu vilu. Po jeho společensky a filantropicky angažované manželce Bertě byl ve městě pojmenován romanticky upravený přírodní park v zářezu Stříbrnického potoka, zv. Bertino údolí.
Schaffner odešel z vedení firmy roku 1898, zůstal však členem představenstva.

### Úmrtí
Max Schaffner zemřel 17. června 1907 v Meranu ve věku 77 let.

### Odkaz
Ústecký závod jím přivedený k rozkvětu pokračuje v činnosti i v současnosti, přes peripetie nostrifikace v nové Čsl. republice, prodej do německých rukou, znárodnění a opětnou privatizaci. Bývalá Schaffnerova vila byla po roce 1945 vyvlastněna a roku 1959 potom odstřelena. Na její parcele následně vznikla budova městského Domu kultury.